# Loukou
Ne doit pas être confondu avec Loukou-Peulh.
Loukou est une commune située dans le département de Tenkodogo de la province de Boulgou dans la région du Centre-Est au Burkina Faso.